# Camarilla de Yunnan

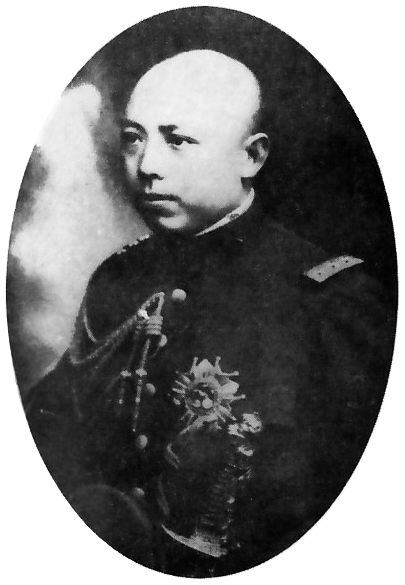
Tang Jiyao, caudillo de la camarilla durante sus comienzos.

La camarilla de Yunnan  (en chino, 滇系; pinyin, Diān Xì) fue una de las organizaciones militares rivales en las que se disolvió el Ejército de Beiyang a la muerte de Yuan Shikai durante la época de los caudillos militares a comienzos del siglo XX. Recibió su nombre de la provincia suroccidental de Yunnan.

## Historia

### Trasfondo
Se considera a Cai E como el fundador de la camarilla, que surgió a finales de 1915 cuando el erudito y exministro Liang Qichao solicitó su ayuda en el movimiento republicano opuesto a la restauración monárquica que trataba de realizar el presidente Yuan Shikai. Cai E se rebeló con Yuan, logrando en la Guerra de Protección Nacional hacer fracasar el plan de Yuan, que murió poco después. Cai falleció también al poco de finalizar la contienda de una enfermedad contraída durante la misma. Su principal lugarteniente, Tang Jiyao tomó el control de la provincia y reclamó la vuelta de la Asamblea Nacional, anteriormente disuelta por Yuan. Cuando esta volvió efectivamente a reunirse Tang se sometió teóricamente al gobierno central de Pekín, aunque en la práctica mantuvo su ejército separado.

### Levantamiento de Kunming
Cuando comenzó la Revolución de 1911, Cai E, el comandante de la 37ª Brigada del Nuevo Ejército, Se rebeló contra el gobierno Qing y rápidamente obtuvo el control de Yunnan. La administración local Qing fue reemplazada por un gobierno independiente y Cai promulgó reformas educativas. También reorganizó el ejército provincial para convertirlo en una fuerza independiente más cohesiva. En los seis meses siguientes, todo Yunnan y el sur de Sichuan se unificaron bajo el gobierno de la camarilla. Cai E era muy popular entre la gente porque denunciaba el faccionalismo y apoyaba un gobierno central fuerte.
En 1913, Cai E fue a servir en el gobierno de Yuan en Beijing, dejando atrás a Tang Jiyao como gobernador provincial. Jiyao provenía de una prominente familia de Yunnan. Ese mismo año, el departamento de policía provincial de Yunnan estableció la oficina provincial de salud pública. En diciembre de 1915, Yuan Shikai anunció su plan para convertir a China nuevamente en una monarquía con él mismo como emperador. Esto enfureció a Cai, que era partidario de la República. Poco después del anuncio, Cai E abandonó en secreto Beijing y regresó a Yunnan para organizar una revuelta.

### Independencia
El 25 de diciembre, Cai E, Tang Jiyao y Li Liejun, siguiendo el consejo de Liang Qichao, declararon independiente a Yunnan y expresaron su oposición a la monarquía de Yuan Shikai. Tang permanecería como gobernador, pero Cai y Li asumirían el mando del Ejército de Protección de la Nación. El 1 de enero de 1916, Yunnan publicó una denuncia oficial de la monarquía de Yuan Shikai. El mismo día, tres divisiones del Ejército de Protección Nacional marcharon hacia Sichuan, Guizhou y Guangxi, iniciando la Guerra de Protección Nacional para restaurar la república.
Después de ser informado de la declaración de independencia de Yunnan, Yuan envió inmediatamente tres ejércitos para aplastar la rebelión, pero sufrió grandes pérdidas en el sur de Sichuan por parte de las fuerzas de Cai.Después de varias campañas en la provincia, cayó bajo el gobierno de Cai, quien se convirtió en su gobernador hasta su muerte. En los dos meses siguientes, otras provincias declararon su independencia y se unieron a Yunnan en su lucha contra Yuan. En junio, Yuan había sido derrotado y reemplazado por Li Yuanhong como presidente de la república.
La Guerra de Protección Nacional convirtió a Cai en un héroe nacional, pero murió poco después de tuberculosis. Su principal lugarteniente, Tang Jiyao, se hizo cargo de Yunnan y exigió que se restableciera la Asamblea Nacional. Cuando esto se logró, Yunnan se reunió oficialmente con el gobierno nacional, pero mantuvo su ejército provincial separado debido al control del ejército de Beiyang sobre la política de Beijing.

### Gobierno rival
Después de la segunda disolución de la Asamblea Nacional, la debacle de la Restauración Manchú y el dominio completo del gobierno central por los generales de Beiyang, Yunnan se unió a varias otras provincias del sur para formar un gobierno rival en Guangzhou durante el Movimiento de Protección Constitucional. Tang Jiyao fue elegido uno de los siete ejecutivos de su comité gobernante. Dentro del comité, hubo una lucha de poder entre los partidarios de Sun Yatsen y la antigua camarilla de Guangxi. Tang se puso del lado de Sun y ayudó en la expulsión de los ejecutivos de Guangxi. En 1921, fue derrocado por Gu Pinzhen, cuyo gobierno fue reconocido por Sun. Al año siguiente, el ejército de Gu desertó y regresó a Tang. Tang volvió a ponerse del lado de Sun durante la traición de Chen Jiongming. Menos de una semana después de la muerte de Sun en 1925, Tang afirmó ser su legítimo sucesor e hizo un movimiento en Guangzhou en un intento por derrocar a Hu Hanmin y ponerse a cargo del Kuomintang. Sus fuerzas fueron derrotadas por Li Zongren durante la guerra Yunnan-Guangxi. A partir de entonces, Tang se unió al Partido de Interés Público de China de Chen Jiongming como su vice primer ministro. En 1927 Long Yun tomó el control de la camarilla, muriendo Tang poco después.

### Gobierno de Long Yun
Long Yun volvió a reconciliarse con el gobierno nacionalista en Nankín aunque mantuvo la autonomía de la provincia respecto de este. Long criticó el gobierno de Chiang Kai-shek y fue relevado de sus funciones tras la segunda guerra sino-japonesa.